# Ueno (Familienname)
Ueno (jap. 上野) ist ein japanischer Familienname. Er steht auf Platz 87 der häufigsten Familiennamen in Japan. Weniger verbreitete Varianten sind 植野 und 上埜.

## Herkunft und Bedeutung
Ueno ist entweder ein Wohnstätten- oder ein Herkunftsname. Als Wohnstättenname geht er in der häufigsten Schreibweise auf die Bedeutung der Kanji 上 (dt. über) und 野 (dt. Feld oder Ebene) zurück; er bezeichnete also Personen die auf einer hoch gelegenen Ebene oder an einem hoch gelegenen Feld wohnten. Als Herkunftsname erfolgte die Benennung nach dem Siedlungsnamen Ueno (mehrfach in Japan).

## Namensträger
- Akemi Ueno (* um 1945), japanische Badmintonspielerin
- Emiko Ueno (* 1957), japanische Badmintonspielerin
- Felice Rix-Ueno (1893–1967), österreichische Malerin, Grafikerin und Textilkünstlerin
- Ueno Hikoma (1838–1904), japanischer Fotograf des 19. Jahrhunderts
- Hideaki Ueno (* 1981), japanischer Fußballspieler
- Ueno Hidesaburō (1871–1925), japanischer Agrarwissenschaftler
- Hiroki Ueno (* 1986), japanischer Eishockeyspieler
- Juri Ueno (* 1986), japanische Schauspielerin
- Ken Ueno (* 1970), US-amerikanischer Komponist, Sänger, Improvisationsmusiker, Klangkünstler und Musikpädagoge
- Kenji Ueno (* 1945), japanischer Mathematiker
- Kimiko Ueno, japanische Drehbuchautorin
- Mami Ueno (* 1996), japanische Fußballspielerin
- Masae Ueno (* 1979), japanische Judoka
- Nobuhiro Ueno (* 1965), japanischer Fußballtorhüter
- Osamu Ueno (* 1983), japanischer Freestyle-Skier
- Rie Ueno (* 1976), japanische Mittel- und Langstreckenläuferin
- Ueno Riichi (1848–1919), japanischer Zeitungsverleger
- Saki Ueno (* 1994), japanische Fußballspielerin
- Shingo Ueno (* 1973), japanischer Skispringer
- Takako Ueno (* ≈1950), japanische Jazzsängerin
- Yoshie Ueno (* 1983), japanische Judoka
- Yoshiharu Ueno (* 1973), japanischer Fußballspieler
- Yūka Ueno (* 2001), japanische Florettfechterin
- Yukiko Ueno (* 1982), japanische Softballspielerin
- Yūsaku Ueno (* 1973), japanischer Fußballspieler und -trainer